# نجدات
النجدات اسم فرقة إسلامية وهي إحدى فرق الخوارج، أتباع نجدة بن عامر الحنفي، يختلف مذهبهم قليلًا عن بقية الفرق، واشتهروا باختلافهم بين بعضهم البعض وخروجهم حتى على قادتهم

## التسمية
تنتسب النجدات إلى زعيمهم الأول نجدة بن عامر بن عبد الله بن ساد بن المفرج الحنفي أو الثقفي كما يقول بعضهم. وقد سمي أتباعه: بالنجدية، ويقال لهم أيضًا: النجدات العاذرية لأنهم يعذرون من أخطأ في أحكام الفروع لجهالته دون من أخطأ في الأصول

## النشأة
كان نجدة بن عامر مع نافع بن الأزرق الخارجي، ثم هجره وتبرأ منه، وخرج بمن معه من جبال عمان فقتل الأطفال، وأسر النساء، وأهرق الدماء، وأباح الفروج والأموال، استقبله أبو فديك، وعطية بن الأسود الحنفي وجماعة من أتباعهما، وقد فارقا ابن الأزرق وأطلعاه على ما أحدث ابن الأزرق من خلاف بتكفيره القعدة عنه، وغير ذلك مما ابتدع. وبعد مداولات اتفق الجميع على مبايعة «نجدة» فبايعوه، ولقبوه بأمير المؤمنين، وكفروا من يقول بإمامة ابن الأزرق
ويختلف النقل في مكان خروجه؛ فبعضهم يرى أنه كان من اليمامة ومنها انتشر أمره إلى بقية البلدان وهذا هو المشهور، بينما يذكر الملطي أنه خرج من جبال عمان.
ووصف نجدة بأنه كان شجاعًا يتابع الغارات على من حوله حتى بلغ ملكه صنعاء جنوبًا والبحرين والقطين، أي أنه أخذ مساحات واسعة من الدولة الإسلامية.

## فرق النجدات
اختلف أصحاب نجدة عليه فتفرق أمرهم وأصبحوا ثلاث فرق فرقة تبعت عطية بن الأسود الحنفي إلى سجستان وتبعهم خوارجها، وسمي خوارج سجستان باسم «عطوية»، وفرقة تبعت أبي فديك، وفرقة عذروا نجدة في أحداثه التي أتاها وأبقوا على إمامته.
وكان أشد هذه الفرق على نجدة هي أتباع أبو فديك، وحين علم نجدة بتآمر أبو فديك ومن معه على قتله استخفى في قرية من قرى حجر، إلا أنه اكتشف أمره فاستخفى عند أخواله من بني تميم وعندها عزم على المسير إلى عبد الملك بن مروان فأتى بيته ليعهد إلى زوجته بما يلزم، ولكن الفديكية غشوه فقتلوه، وكان يقاتلهم بشجاعة نادرة وهو يتمثل بهذا البيت:

## الأسباب التي أدت لتفرقتهم
وقد تعددت الأسباب التي ثار من أجلها أصحاب نجدة عليه وهي أسباب وقعت متفرقة، إلا أن الحقد الذي امتلئت به قلوب الخارجين عليه ساعد على تجميعها وتضخيمها حتى صارت بحيث لم يطق الفديكيون الصبر على طاعة نجدة فدبروا قتله وقد تم لهم ذلك. ومن هذه الأسباب ما يلي:
أن أبا سنان، ويسمى حي بن وائل، أشار على نجدة بأن يقتل كل من أجابه تقية بعد أخذهم، ولكن نجدة قابله بعنف وشتمه قائلًا له: كلف الله أحدًا علم الغيب؟ قال: لا، قال: فإنما علينا أن نحكم بالظاهر.
أن نجدة سير سريتين الأولى منهما بحرًا والثانية برًا، وعند القسمة فضل سرية البحر على سرية البر فأغضب ذلك عطية بن الأسود وغضب نجدة أيضًا عليه وشتمه، فأخذ هذا يحرض الناس على الخروج عن طاعة نجدة وعصيانه.
ونقم عليه أصحابه بأنه عطل حد الخمر وكان سبب ذلك أن رجلًا من عسكره كان يشرب الخمر فبلغوا أمره إلى نجدة، فقال لهم: «إنه رجلٌ شديد النكاية على العدو وقد استنصر رسول الله صلى الله عليه وسلم بالمشركين»، ولكن هذا الجواب كان غير مقنع لهم.
أنه حين أغار على مدينة رسول الله صلى الله عليه وسلم وقعت جارية من بنات عثمان بن عفان في يد أحد جنوده فاشتراها منه وردها إلى عبد الملك بن مروان، فأغضب هذا أتباعه وقالوا له: «إنك رددت جارية لنا على عدونا».
ومن الأسباب أيضًا: أنه جرت بينه وبين عبد الملك مكاتبات كان عبد الملك يطلب منه الدخول في طاعته وأن يوليه اليمامة ويهدر له كل ما أصاب من مال أو دماء، فقال عطية: ما كاتبه عبد الملك إلا وهو يعرف أنه مداه في الدين.
وأن بعض قومه فارقوه وشرطوا لعودتهم أن يتوب ففعل ذلك، ولكنهم عادوا فقالوا: إنه لا ينبغي لنا أن نستتيبه وهو الإمام وطلبوا منه أن يتوب من توبته تلك؛ فوقع بينهم الاختلاف.
وأنه حكم بالشفاعة؛ وذلك حينما كلمه أصحابه في رجل فأعطاه فرسًا.
ونقموا عليه أيضًا عطاءه مالك بن مسمع ما يقدر بعشرة آلاف درهم حين أمر عامله هميان بن عدي السدوسي بذلك.
وهكذا ألقت تلك الأسباب الظاهرة وغيرها جوًا من العداء المستحكم لنجدة، وهي في ظاهرها حجج واضحة إن صحت نسبتها إليه، وبالإضافة إلى تلك الأسباب لعب التعصب القبلي دورًا كبيرًا بتعزيز الخلاف بين بني حنيفة وبني قيس بن ثعلبة الذي ينتسب إليهم أبو فديك؛ حيث أراد هؤلاء نقل السلطة من يد بني حنيفة إليهم هم، وفعلًا تم لهم ما أرادوا وذلك بعد تولية أبي فديك مكان نجدة الحنفي. ثم نقل أبو فديك عاصمة الحكم من اليمامة إلى البحرين مقر قبيلته قيس بن ثعلبة.

## أبرز الشخصيات ومصيرها
- نجدة بن عامر وكان قد قتل في السنة الثانية والسبعين من الهجرة بعد قتال مع الفديكية الذين خرجوا عليه بقيادية أبو فديك.
- أما أبو فديك فقد قتل سنة 73هـ حين أرسل له عبد الملك بن مروان عمر بن عبيد الله بن الزبير معمر في عشرة آلاف مقاتل، ساروا حتى التقوا بأبي فديك في البحرين بالمشقر فدارت بينهم معركة أسفرت عن قتل أبي فديك ونزل أصحابه على حكم عمر بن عبيد الله، وقد قتل منهم نحو ستة آلاف وأسر ثمانمائة.
- أما عطية بن الأسود الذي خرج إلى سجستان فقد لاحقته جيوش المهلب بن أبي صفرة وهو يفر من قطر إلى آخر، حتى لحقته بالسند فقتل هناك وانتهى أمره.[5]

## أقوال العلماء في النجدات
ولقد كانت فرقة النجدات من الفرق المشهورة كالأزارقة، وحينما يذكر العلماء سيرتهم يختلفون، فبينما هم عند المطلي ومن يرى رأيه خرجوا يقتلون الأطفال ويسبون النساء ويهرقون الدماء ويستحلون الفروج والأموال، وهم عند آخرين من الرحماء يجوزون التقية ويرون رد الأمانات إلى أهلها وجوبًا، ولم يقبلوا بقتل الأطفال، ويرون المقام بين مخالفيهم لا بأس به، وأنهم يمثلون الاتجاه المعتدل الذي يقربهم إلى آراء عامة المسلمين، ومنهم من اشتد عليهم حتى حكم عليهم بالكفر الصريح، ومنه من قال عنهم غير ذلك. ومن الذين وقفوا منهم موقف التشدد ونسبوا إليهم الأفعال القبيحة التي تخرج الشخص من الإسلام غير الملطي، صاحب كتاب (الأديان) والدبسي.
ومن الذين قالوا عنهم خيرًا ونسبوا إليهم الاعتدال واللين في مسامحة مخالفيهم من المسلمين: ابن الجوزي، والأشعري، والبغدادي، والشهرستاني، وغيرهم

## أهم الأفكار والمعتقدات
1. الدين عندهم معرفة الله تعالى، ومعرفة رسله عليهم الصلاة والسلام، وتحريم دماء المسلمين (ويقصدون موافقيهم في المذهب)، والإقرار بما جاء من عند الله جملة، فهذا واجب على الجميع معرفته، ولا عذر في الجهل به؛ ما سوى ذلك، فالناس معذورون فيه إلى أن تقوم عليهم الحجة في الحلال والحرم. وتبنى النجدات مبدأ العذر بالجهل في أحكام الفروع، حتى سموا العاذرية.
2. فرقوا في حكمهم على مرتكب الذنب بين من يأتي الذنوب، ويصر عليها، وبين من يأتيها من غير إصرار. واعتبروا الأول مشركًا، وإن كان الذنب نظرة بسيطة، أو كذبة صغيرة، أو غيرها من الصغائر، وأما الثاني فهو مسلم، وإن اقترف الكبائر كالزنا، والسرقة، وشرب الخمر. وبناء على هذا يمكن أن يفهم ما نسب إلى نجدة من أنه تولى أصحاب الحدود من موافقيه، وقال: لعل الله يعذبهم بذنوبهم في غير جهنم، ثم يدخلهم الجنة، وزعم أن النار لا يدخلها إلا من خالف في دينه.
3. ونسب إلى النجدات أيضًا أنهم أسقطوا حد الخمر، ذكر ذلك عبد القاهر البغدادي. بالمقابل ذكر الشهرستاني أنَّه غلَّظ على الناس في حدِّ الخمر تغليظًا شديدًا. وقالوا بعدم وجوب الإمامة[9]

يضاف إلى ذلك:
1. إكفار من أكفر القعدة منهم عن الهجرة إليهم.
2. إكفار من قال بإمامة نافع بن الأزرق.
3. موالاة أصحاب الحدود من موافقيهم.
4. تُباح دماء أهل الذمة الذين يُساكنون مخالفيهم، كما تباح دماء من يعيشون في كنفهم من المخالفين لهم.
5. جواز التقيَّة؛ وهي أن يُظهر الخارجي أمام مخالفيه أنَّه معهم حقنةً لدمه، ويخفي عقيدته إلى وقت يتمكَّن من الانقضاض على مخالفيه.[1]